# 起爆装置
起爆装置（きばくそうち、英: Detonator）は、爆薬を起爆するのに用いられる装置である。
これに「起爆時期を感知する機能」と「安全装置」を一体化させたものが信管である。
起爆装置には大きく分けて「化学的装置」「機械的装置」「電気的装置」の三種類がある。
一般的には機械的装置か電気的装置のどちらかが用いられている。
基本的な構造はどの方式でもDDNPや雷酸水銀などの少量の起爆薬を起爆する装置である。

## 化学的装置
- 導火線などの燃焼による反応で起爆する。
  - 導火線式雷管（工業雷管）(blasting cap) がこれに当たる
- 原始的な方法としては二種類の薬品が混合することで起爆する方法もある。
  - バイナリー式などと呼ばれ、工業的には使用されていないが、テロリストが使用することがある。

## 機械的装置
- 手榴弾、砲弾、魚雷などで使用されている。ハンマーや激発ピンが起爆薬を叩くことで起爆する。

## 電気的装置
電気起爆装置（IED）
瞬間的に起爆するタイプ
電気雷管がこれに当たる。
短遅延起爆装置（SPD）
数ミリ秒程度の遅延動作をするタイプ
長期遅延起爆装置（LPD）
数秒から長い物で数時間の遅延動作をするタイプ
起爆電橋線型雷管
ナノ秒レベルの精度を要求する核兵器の爆縮レンズなどで使用されている。
放電によって細いワイヤーを蒸発させることで起爆する。
レーザー信管
光ファイバーを通して爆薬にレーザーパルスを送ることで起爆する。